# KkStB 83
A kkStb 83 sorozat egy szertartályosgőzmozdony-sorozat volt a  cs. kir. osztrák Államvasutaknál (k.k. Staaatsbahnan, kkStB). Az ikergépezetű telített gőzű, B tengelyelrendezésű mozdonyok eredetileg különböző magántársaságok beszerzéséből származtak és az államosításukkal kerültek a kkStB birtokába. Az államosításkor a mozdonyok kkStB besorolást kaptak.
A 93.01-02, 11, 16 és a 21-26 pályaszámú mozdonyok az ÖLEG-től, a 83.31-33 a BLB-től, a 83.36-37 a KTB-től, végül a 83.51 a Niederösterreichische Südwestbahnen-től származtak.

## KkStB 83.01–02, 11, 16 és 21–26 (ÖLEG)
Ezek a mozdonyok 1894-ben az Österreichische Lokaleisenbahngesellschaft-tól (ÖLEG) kerültek a kkStB tulajdonába. Az ÖLEG-nél a B sorozatjelet és a 101-104 és a 109-114 pályaszámokat viseltek. Három mozdonyt (101-103) a Krauss müncheni gyára építette, a 104-est pedig a Floridsdorfi Mozdonygyár a többit a Krauss linzi gyára 1877-1881 között. Az első világháború után három mozdony a Csehszlovák Államvasutakhoz került ČSD 200.0 sorozatba és 1939-ig selejtezték őket.

## KkStB 83.31–33 (BLB)
Ez a három mozdony a Bukowinaer Lokalbahnen-től került 1889-ben a kkStB-hez. Ott a ALESANI I, WASSILIKO I és  ZIFFER I neveket viselték.  A mozdonyokat a Krauss linzi gyára építette 1884-ben és már 1902-ben selejtezték őket.

## KkStB 83.36–37 (KTB)

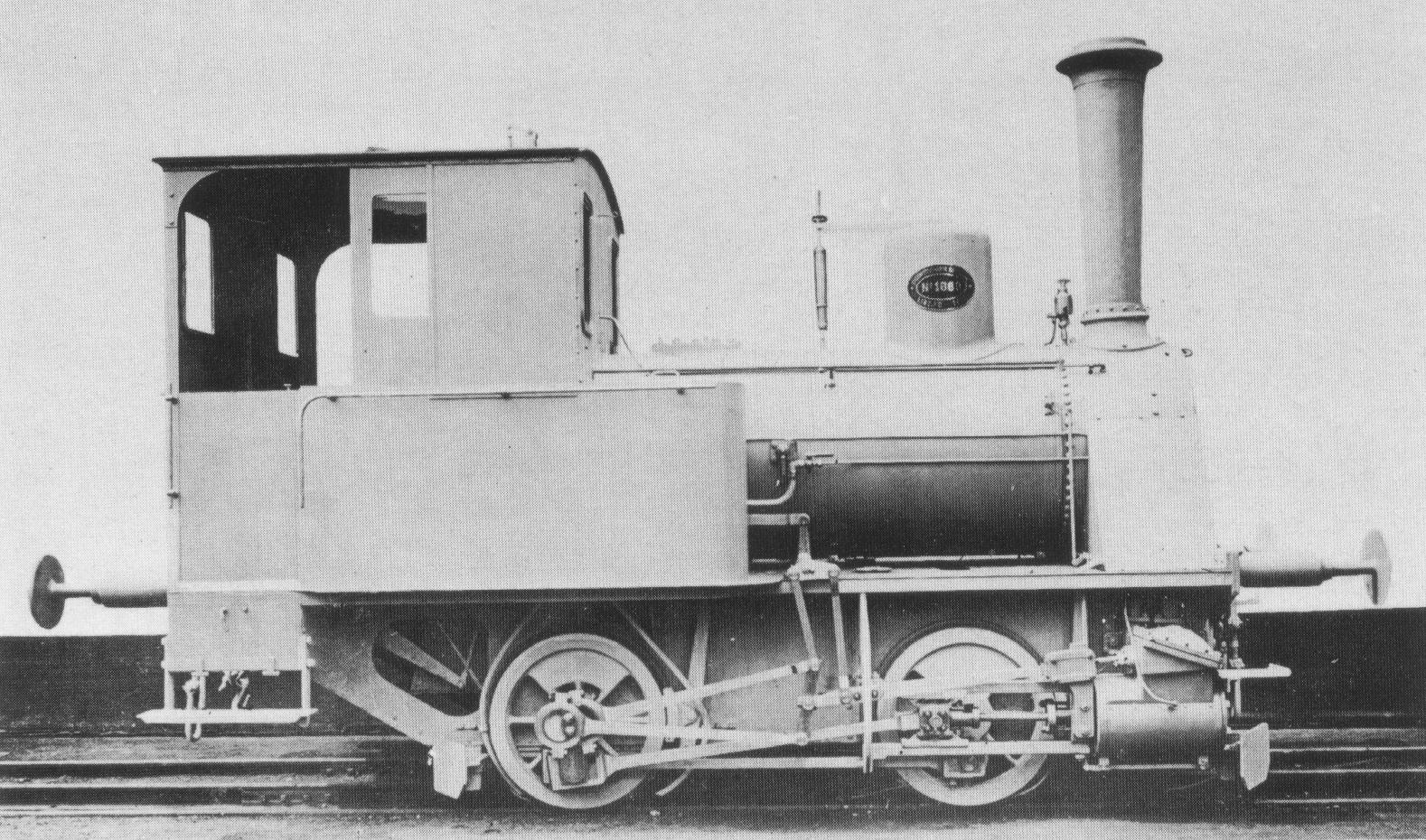
KTB Windischgarsten

Ez a két mozdony eredetileg a Kremstalbahn-tól került a kkStB-hez. A Kremstalbahn-nál a KLAUS és WINDISCHGARSTEN neveik voltak. A mozdonyok 1887-ben a Krauss linzi gyárában készültek és az első világháború után a Csehszlovák Államvasutakhoz kerültek és ott selejtezték őket még azelőtt, hogy besorolást kaptak volna.

## KkStB 83.51 (NÖSWB)
A kis szerkocsis mozdonyt 1879-ben építette a Krauss Münchenben. A NÖSWB vonalain szintén az ez által a cég által gyártott emeletes vagont vontatott és ezzel létrehozta az un. „másodlagos vonatot”.
A NÖSWB 1C pályaszámot adott neki majd ezt a kkStB előbb 85.01-ra 1892-től pedig 83.51-re változtatta..
1897-ben selejtezték.

## Fordítás
Ez a szócikk részben vagy egészben  a   kkStB 83 című német Wikipédia-szócikk fordításán alapul.  Az eredeti cikk szerkesztőit annak laptörténete sorolja fel. Ez a jelzés csupán a megfogalmazás eredetét és a szerzői jogokat jelzi, nem szolgál a cikkben szereplő információk forrásmegjelöléseként.